# ナツコイ
『ナツコイ』は、毎日放送（MBS）の制作で、2008年6月30日から8月29日 までTBS系「ドラマ30」（月〜金 午後1時30分〜午後2時）枠で放送された昼ドラマ。全44話。「ドラマ30」の100作目に当たると同時に「ドラマ30」としては最後の作品となった。また、MBS東京支社における制作に関しては最後の作品となった。

## あらすじ
夏の桐生と鎌倉を舞台に、母と娘の2世代・6年間に渡るラブストーリーを描く。

## 登場人物
後藤由紀子
演 - ちはる
後藤なつきの母親。昔付き合っていた初恋の相手・佐々木浩介と再会してから、次第に浩介のことをまた好きになっていく。その後2度家を飛び出し、自殺まで考えてしまうほどに追い詰められてしまう。その時、浩介に助けられた。
佐々木浩介
演 - 前川泰之
由紀子が昔付き合っていた元彼。昔はカメラマンだったが、6年前は福山通運で集配車に乗務し、今は風鈴職人をしている。最初は無愛想で、由紀子に冷たい態度を取り彼女を悲しませていた。今ではすっかり昔のように戻り、由紀子がピンチのときには、誰よりも早く駆けつけるなどかなり気に掛けている様子。篤郎に自分たちの関係がばれたのを知って、桐生を出ようとしている。
後藤篤郎
演 - 尾美としのり
由紀子の夫で銀行員。妻や娘のことを愛し続けていたが、最近由紀子と浩介との関係が気になり始め、由紀子のことを疑い続けてしまう。そのせいで由紀子は2度も家を飛び出してしまった。
後藤なつき
演 - 高畑充希（6年前：佐々木麻緒）
由紀子と篤郎の娘。和真がいじめられるのを見て、彼を助けたのをきっかけに知り合った。その後も和真を助けるなどしてだんだんと仲がよくなっていき、次第に恋心を抱く様になって行った。
佐々木和真
演 - 兼子舜（6年前：深澤嵐）
浩介の息子。いじめられているところをなつきに助けられ、知り合いになった。落ち込んでるなつきのためにガラスのパズルのピースをあげたり、蛍を見ることのできる川原に連れて行ってあげたり、由紀子が行き場を失っていると聞いて、一緒に嘘をでっち上げたり、なつきに対して常に一生懸命になっている。
深沢美智子
演 - ふせえり
大里芳雄
演 - 北見敏之
福山通運の所長。
佐々木茉莉
演 - 森田亜紀
佐々木浩介の亡き前妻。自殺によって自ら命を絶った。
大里富子
演 - 山田スミ子
福山通運の所長の妻。
後藤タツ子
演 - 上村香子
平田佐和子
演 - 梶原ひかり
なつきと同じ写真部の親友。
手塚良美
演 - 吉村涼
佐々木浩介の同僚。最終話には浩介の妻となった。
岩田健一
演 - 松永博史
岩田翔太
演 - 石田愛希
岩田健一の一人息子。
その他
内浦純一（第24・25・39・41・42話）

## スタッフ
- 脚本：武田有起
- 音楽：遠藤浩二
- 主題歌：みつき「夏のモンタージュ」（作詞・作曲：竹内まりや）
- 制作統括：藪内広之（毎日放送）
- 技術プロデューサー：高木久之
- TD：青木泰弘
- VE：古川明
- 撮影：関照男、深野雄一、武山智則、南谷浩之、中島敬、末廣健治、大石裕久
- 照明：平岡将仙、太刀川宏之、清喜博二、佐々木理衣、三宅洋、加藤美和子
- 音声：小泉一真、中島正喜、小林敏明
- 編集：古俣裕之、富永孝、目崎和恵
- MA：河野弘貴、兒玉邦宏
- 選曲：原田慎也
- 効果：栗山伸彦
- 技術デスク：森一也
- 編集デスク：川勝大志
- 美術プロデューサー：森川一雄
- 美術デザイン：金子幸雄
- 美術進行：佐藤希
- 装飾：藤田博史、山崎貢
- 小道具：加山くみ子
- 持道具：和田卓也
- 衣裳：佐藤嘉七女、冨里春香、青木茂
- メイク：越智雅代
- 建具：阿久津正巳
- 大道具：手塚常光、小野寺実
- 操作：平賀正人、大貫祐輔
- 造園：松島文夫
- 美術デスク：佐藤康
- タイトルバック：大角哲也、石原史香
- ホームページ：細慶行
- インターネット：加々本裕樹
- 番宣担当：内藤史、中田千佳子
- スチール：増田祐治、成田俊明
- 風鈴指導：篠原儀治、篠原裕
- 制作管理：加藤孝政
- プロデューサー補：加藤智紀、井崎雅子
- 制作担当：谷正光
- 制作進行：皆川なぎさ
- 演出補：安食大輔、水飼慧、角啓大、由中直樹
- スケジュール：渡辺茂
- 車輌：三浦宗則
- 記録：木村晃子、岩井茂美
- 制作デスク：矢島由香、盛田こずえ
- プロデューサー：川上裕（毎日放送）、井上竜太（ホリプロ）
- 協力プロデューサー：小林正知
- 演出：中村和宏（MBS企画）、芝崎弘記（ホリプロ）、府川亮介
- 撮影協力：福山通運、篠原風鈴本舗、鬼塚ガラス、わたらせフィルムコミッション
- 技術協力：シネハウス、MBS企画、ビデオフォーカス、ラ・ルーチェ、ブル、メディアハウスサウンドデザイン、ナイス・デー
- 美術協力：KHKアート
- 車輌協力：ファン
- スタジオ：国際放映TMC-A1スタジオ
- 制作協力：ホリプロ
- 製作著作：毎日放送